# Аліф (нафтогазоконденсатне родовище)
Аліф — нафтогазоконденсатне родовище у єменській мухафазі (провінції) Маріб.

## Характеристика
Відкрите у 1984 році в блоці Marib-Jawf, роботами на якому займався консорціум у складі американських Hunt Oil (51 %) та Exxon (49 %). Поклади вуглеводнів виявлено у юрських відкладеннях формації Аліф, породи якої сформувались внаслідок флювіально-дельтових процесів. Колектори — пісковики з високою пористістю (20-25 %) та виключно високою проникністю. Покрівлею для резервуару слугують соленосні породи титонського ярусу.
Розробку нафтових запасів родовища почали вже у 1986 році. Спершу попутний газ спалювався (до вересня 1988-го це склало 0,6 млрд м³, що складало вельми невелику частину запасів), проте з початку 1988 року тут запровадили систему зворотнього закачування в резервуар. Це дозволяло як підтримати пластовий тиск задля збільшення вилучення нафти, так і зберегти ресурси для подальшого видобутку власне газу. До 2004 року таким чином закачали біля 113 млрд м³. Станом на той же рік загальний фонд свердловин Аліфу склав 211. Піковий видобуток спостерігався наприкінці 1980-х, коли він досягав 200 тися барелів на добу.
Велика кількість попутного газу викликала спорудження потужної газової установки, яка після проведених на початку 1990-х років робіт могла обробляти до 23 млн м³ на добу. При цьому відбирався конденсат та частина пропан-бутанової фракції. По виробленні основних запасів нафти родовище стало одним з головних джерел для роботи заводу із рідження природного газу Ємен ЗПГ.
Станом на 2007 рік геологічні запаси нафти в Аліф оцінювались у 871 млн барелів, газу — в 116 млрд м³ (в тому числі 87 % відносились до первісної газової шапки). При цьому за період з початку розробки вже було видобуто 527 млн барелів, та очікувалось, що до 2010 року, коли родовище переведуть на розробку газового покладу, добудуть ще 24 млн барелів. Таким чином, відмінні характеристики резервуару сприяли надзвичайно високому рівню вилучення геологічних запасів — біля 63 %. Що стосується газу, то його видобувні запаси оцінювались у 98 млрд м³, або 84 % від геологічних.